# Кастеллар
Кастеллар (итал. Castellar) — коммуна в Италии, располагается в регионе Пьемонт, в провинции Кунео.
Население составляет 270 человек (2008 г.), плотность населения составляет 90 чел./км². Занимает площадь 3 км². Почтовый индекс — 12030. Телефонный код — 0175.
В коммуне особо празднуется Рождество Пресвятой Богородицы, празднование во второе воскресение сентября.

## Демография
Динамика населения:

## Администрация коммуны
- Официальный сайт: http://www.comune.castellar.cn.it/ Архивная копия от 23 августа 2010 на Wayback Machine